# Comédia dramática
Comédia dramática (também conhecido como dramédia) é a junção dos gêneros comédia e drama. Estas obras geralmente apresentam uma história séria, porém abordada de forma engraçada.
Os enredos normalmente giram em torno de um personagem que deseja conseguir alguma coisa que será sua realização pessoal ou que é obrigado a conseguir para que isso não lhe cause nenhum sofrimento. As tentativas, geralmente frustradas, acabam provocando risos da plateia ou leitor. Um dos pré-requisitos desse gênero é que, após muitos risos e lágrimas, o personagem consiga o que deseja e tenha um final feliz.

## "Tipos" de dramédia
Na verdade, não existe uma "classificação" oficial para a comédia dramática, no entanto, este gênero nem sempre é uma balança igual de comédia com drama, por isso uma dramédia poderia ser dividida em:

### Drama cômico
Neste caso, a história não tem a intenção de ser engraçada, mas tem vários momentos hilários, sendo assim, possível classificá-lo como uma dramédia. Ex: Forrest Gump.

### Comédia filosófica
Neste caso, a história tem foco na comédia em si, no entanto, ela pode possuir um ponto de vista sério/filosófico grande o suficiente para ser uma comédia dramática. Ex:  Tempos Modernos.

### Neutro
Neste caso, a história não se concentra em nenhum lado em particular. Ex:  Stranger than Fiction/Mais Estranho que a Ficção.